# 上田康人
上田 康人（うえだ やすと、1986年5月29日 - ）は大阪府出身の俳優、タレント、リポーターである。2010年より劇団空晴に入団。所属事務所は株式会社リコモーション。

## 人物
- 血液型・A型。身長・172cm、体重・57kg。
- 趣味はギター、映画鑑賞、音楽鑑賞。
- 特技はサッカー、縄跳び、持久走、親指で腕立て伏せ。

## 出演

### テレビ
- おはよう朝日です（ABC）
- ちちんぷいぷい（MBS）
- デザイナー（MBS）
- 万葉ラブストーリー（NHK総合）
- チープ・フライト（NTV）
- 神戸在住（サンテレビ）

### 映画
- 劇場版 神戸在住（2015年）- 林浩 役

### CM
- キリンビバレッジ「午後の紅茶」

・白鶴　ワイングラスで大吟醸